# Horst Klusch
Horst Klusch (* 12. Mai 1927 in Brenndorf, Rumänien; † 16. Dezember 2014) war ein siebenbürgisch-sächsischer Volkskundler, Sammler und Experte für siebenbürgische Keramik. Daneben erregte er Aufsehen mit einer neuen Theorie zur Frühgeschichte der Siebenbürger Sachsen, deren Ursprung er nicht in einer geplanten Ansiedlung von Kolonisten durch die ungarische Krone, sondern in einer wilden Landnahme von versprengten Teilnehmern des Bauernkreuzzugs sah.

## Leben
Klusch besuchte in Hermannstadt das Brukenthal-Lyzeum und anschließend die Pädagogische Schule. 1948 wurde er im Jahr der kommunistischen Schulreform als Chemielehrer nach Rätsch im Kreis Alba zugeteilt. Schon früh widmete er sich der Volkskunde. Dieses Interesse begann durch Studien der Sammlung bemalter regionaler Keramik des evangelischen Pfarrers Ludwig Klaster aus dem Nachbarort Urwegen. Er begann selbst Exponate siebenbürgischer Volkskunst aller lokalen ethnischen Gruppen zu sammeln. Eine erste Ausstellung dieser Sammlung fand 1967 in der Hermannstädter Schule Nr. 3 statt, deren Leiter er seit 1958 war. 1968 organisierte er den ersten Töpfermarkt in Hermannstadt. 1971 machte er sein Hobby zum Beruf, als ihm die Funktion als Referent für Museumsfachfragen beim Hermannstädter Kreiskomitee für Kultur angeboten wurde. Im selben Jahr war er maßgeblich an der Gründung des Dorfmuseums in Michelsberg beteiligt, 1973 folgte das Textilmuseum im benachbarten Heltau. Ebenfalls beteiligt war er an der Ausstattung des 1969 gegründeten Dorfmuseums in Cristian. In den folgenden Jahren veröffentlichte er zahlreiche Fachpublikationen zur siebenbürgischen Volkskunde und entwickelte sich zu einem Experten für europäische Keramikforschung. 1983 gab er nach 25 Jahren die Organisation des Töpfermarktes ab. 1988 veröffentlichte er ein Werk zur Geschichte der Siebenbürgischen Goldschmiedekunst, das 2012 in überarbeiteter Form neu aufgelegt wurde.
Nach der Revolution von 1989 widmete sich Klusch neben der materiellen Volkskultur auch anderen Themengebieten der Volkskunde, die davor politisch zu heikel waren, etwa die Geschichte der Einwanderung der Siebenbürger Sachsen, über die er 2001 eine neue Theorie veröffentlichte. 2013 wurde Klusch und seiner Sammlung eine Ausstellung im Emil-Sigerus-Museum in Hermannstadt gewidmet.

## Töpfermarkt
Der von Horst Klusch gegründete Töpfermarkt (rum.: Târgul Olarilor), den er 25 Jahre organisierte, hat sich seitdem zu einem Fixpunkt im kulturellen Kalender der Stadt entwickelt. Keramik aus originaler volkstümlicher Produktion wird dabei von Töpfern aus dem ganzen Land präsentiert und zum Kauf angeboten, allen voran Keramik aus dem Szeklerdorf Korund, aus dem südlich der Karpaten gelegenen Horezu, aus dem Banat und der Bukowina (Rădăuți). Seit 1980 wird nach dem Hermannstädter Modell in Dießen am Ammersee in Bayern ein Töpfermarkt veranstaltet und seit dem Jahr 2000 in Klagenfurt in Kärnten.

## Kreuzzugstheorie
In seinem 2001 veröffentlichten Buch Zur Ansiedlung der Siebenbürger Sachsen präsentierte er eine grundlegend neue These zum Ursprung der ersten Ansiedlungswelle der Siebenbürger Sachsen im Mittelalter. Die bisherige Forschungsmeinung geht von einer geplanten Ansiedlung von deutschen Siedlern durch die ungarische Krone unter Géza II. aus. Klusch hält dies jedoch für unwahrscheinlich, da die Regierungszeit Gézas von ständigen Konflikten mit dem römisch-deutschen König Konrad III. geprägt war und in den Chroniken der Ursprungsregionen keine größere Auswanderung Richtung Ungarn dokumentiert ist. Er plädiert dafür, die Herkunft der Sachsen ganz unabhängig von einer organisierten Deutschen Ostkolonisation zu analysieren.
Klusch vermutet vielmehr, dass sich die ersten Sachsen völlig ungeplant als verstreute Flüchtlinge des im Chaos geendeten Bauernkreuzzugs von 1096 in Siebenbürgen niederließen. Dafür spricht seiner Meinung nach, dass die ältesten Siedlungen nicht im Westen, sondern im Süden Siebenbürgens zu finden sind. Er meint, dass die etwa 10.000 Überlebenden dieses Kreuzzugs wegen ihrer vorherigen Plünderungen entlang der Donau in Semlin und Belgrad Angst davor hatten, denselben Weg zurück in die Heimat zu nehmen und sich vor byzantinischen Verfolgern vom heutigen Bulgarien aus bis nördlich der Donau in die Walachei durchschlugen, die damals von den Petschenegen kontrolliert wurde. Von dort zogen diese Kreuzzügler über den Rotenturmpass über die Karpaten nach Norden, wo sie weitgehend menschenleere Landstriche vorfanden.
Die Ungarn tolerierten diese Flüchtlingshorde, die immerhin katholische Glaubensgenossen und mittlerweile auch kampferfahren waren, und warben sie als Grenzwächter für ihr Gyepűsystem in Südsiebenbürgen an. Nach Klusch wurde dieser Status 50 Jahre später unter König Géza II. lediglich durch Dokumente legalisiert, bestand jedoch schon davor.
Für die These mit dem Bauernkreuzzug spricht ihm zufolge auch die Herkunft der ersten Siedler aus Wallonien, Flandern und dem Raum um Köln, die der Zusammensetzung des Bauernkreuzzugsheeres entspricht. Laut Klusch ist von allen Kreuzzugsheeren, die von Deutschland durch Ungarn zogen, der unorganisierte Tross des Bauernkreuzzugs deshalb am wahrscheinlichsten, da allein in diesem auch zahlreiche Frauen und Kinder dabei waren und es nur so zu dauerhaften Siedlungen und einer Ethnogenese kommen konnte, während spätere Kreuzzugsheere hauptsächlich aus Rittern und männlichen Fußsoldaten bestanden, ohne Frauen aus der Heimat.
Als weiteres Indiz sieht Klusch die Tatsache, dass diese katholischen Siedler nicht direkt dem ungarischen Klerus unterstellt wurden, sondern bis zur Reformation enge Verbindungen zu dem jenseits der Karpaten gelegenen Bistum Milkow (Kumanenbistum, heute: Milcovul, Kreis Vrancea) unterhielten bzw. diesem unterstanden.
Da die offizielle Geschichtsschreibung, die weitgehend im 19. Jahrhundert verfasst wurde, teilweise ebenfalls nur auf Indizien beruht, führte die neue Theorie von Klusch unter Historikern in Siebenbürgen sowie in der „Urheimat“ zu einigen Diskussionen. In der Wissenschaft hat die Theorie aber bislang kein Gehör gefunden.
Der Titel seiner Arbeit nimmt direkten Bezug auf ein Werk von Thomas Nägler, der im Jahr 1976 die bisherige Lehrmeinung zur Frühgeschichte der Sachsen umfassend zusammengefasst hatte.

## Schriften (Auswahl)
- Zur Ansiedlung der Siebenbürger Sachsen. Kriterion, Bukarest 2001.
- Zauber alter Kacheln aus Rumänien. Ed. Imago, Sibiu 1999.
- Aus der Volkskunde der Siebenbürger Sachsen. Honterus-Verl., Hermannstadt 2003.
- Siebenbürgische Goldschmiedekunst. Kriterion-Verlag, Bukarest 1988.
- Siebenbürgische Töpferkunst aus drei Jahrhunderten. Kriterion-Verlag, Bukarest 1980.
- Die Habaner und ihre Hafnerwerkstatt in Winz. Orient und Okzident schrieben ein einmaliges Kapitel des Kunsthandwerks. Neuer Weg, Sibiu 1969.